# Толве
То̀лве (на италиански: Tolve) е малко градче и община в Южна Италия, провинция Потенца, регион Базиликата. Разположено е на 568 m надморска височина. Населението на общината е 3315 души (към 2013 г.).